# Radoslav Konstantinov
Pour les articles homonymes, voir Konstantinov.
Radoslav Valentinov Konstantinov, né le 31 octobre 1983 à Bourgas, est un coureur cycliste bulgare. 

## Palmarès sur route
- 2004
  - 8e étape du Tour de Bulgarie
- 2005
  -  Champion des Balkans sur route espoirs
  -  Champion des Balkans du contre-la-montre espoirs
  - 3e du Tour de Roumanie
- 2006
  - Grand Prix de Pernes-les-Fontaines
  - 2e étape du Tour de la Dordogne
- 2007
  - Tour de l'Ardèche méridionale :
    - Classement général
    - 1re épreuve

  - 6e et 9e étapes du Tour de Bulgarie
  - 2e du championnat de Bulgarie sur route
- 2014
  - Grand Prix de Bras
  - Grand Prix Midi Prim
- 2015
  - 2e du championnat de Bulgarie du contre-la-montre
  - 3e du championnat de Bulgarie sur route
- 2016
  - Grand Prix Midi Prim
- 2017
  -  Champion de Bulgarie du contre-la-montre
  - 1re étape du Tour de Marie-Galante
  - 2e étape secteur a du Tour de Bulgarie-Nord
  - 2e du championnat de Bulgarie sur route
- 2018
  -  Champion de Bulgarie du contre-la-montre
  - 2e du championnat de Bulgarie sur route
- 2019
  - Tour du Cameroun
  - Grand Prix Midi Prim
  - 2e des Boucles Nationales du Printemps

## Classements mondiaux
| Année           | 2005 | 2006   | 2007 | 2008 | 2009 | 2010 | 2011 | 2012 | 2013 | 2014 | 2015 | 2016 | 2017 |
| --------------- | ---- | ------ | ---- | ---- | ---- | ---- | ---- | ---- | ---- | ---- | ---- | ---- | ---- |
| UCI Europe Tour | 793e | 1 248e | 366e |      |      |      |      |      |      |      | 554e | 914e | 392e |

## Palmarès sur piste

### Jeux olympiques
- Athènes 2004
  - 17e du kilomètre

### Championnats du monde
- Melbourne 2004
  - 19e du kilomètre

### Championnats du monde "B"
- 2003
  -  Médaillé d'argent du kilomètre
- 2007
  -  Champion du monde de la course aux points "B"
  -  Médaillé d'argent du scratch
  -  Médaillé d'argent de la poursuite